# Volno-Vessioli
Volno-Vessioli (en rus Вольно-Весёлый) és un khútor de la República d'Adiguèsia, a Rússia. És a 17 km a l'est de Guiaguínskaia i a 35 km al nord-est de Maikop. Pertany al municipi de Dondukóvskaia.